# Małgorzata Szczerska
Małgorzata Ewa Jędrzejewska lub Jędrzejewska-Szczerska (ur. 1974) – profesor Politechniki Gdańskiej w Katedrze Metrologii i Optoelektroniki na Wydziale Elektroniki, Telekomunikacji i Informatyki.

## Życiorys
Absolwentka Politechniki Gdańskiej, specjalność optoelektronika. W 2008 uzyskała stopień doktora nauk technicznych w zakresie elektroniki. W 2016 otrzymała stopień doktora habilitowanego w dziedzinie nauk technicznych. Od 2017 pracuje jako profesor nadzwyczajny w Katedrze Metrologii i Optoelektroniki. Jej naukowe zainteresowania związane są z biofotoniką oraz wykorzystaniem interferencji niskokoherencyjnej do pomiaru wielkości fizycznych. Autorka i współautorka licznych publikacji.
Laureatka konkursu eNgage FNP.
Jest autorką i współautorką 4 zgłoszeń patentowych oraz 3 rozwiązań innowacyjnych.
Opracowała nową klasę czujników światłowodowych mierzących temperaturę, współczynnik załamania światła i jego dyspersję oraz poziom hematokrytu.
Jest autorką i współautorką ponad 60 artykułów (29 opublikowano w czasopismach z tzw. Listy Filadelfijskiej), jej indeks Hirscha wynosi 11. Jest opiekunem naukowym i promotorką 6 doktorantów. Współpracuje m.in. z Wydziałem Medycyny Weterynaryjnej SGGW i Wydziałem Nauk o Zdrowiu Gdańskiego Uniwersytetu Medycznego oraz z ośrodkami w USA (Johns Hopkins University) i we Francji (Université de Montpellier).